# Нектарка смугастовола
Нектарка смугастовола (Kurochkinegramma hypogrammicum) — вид горобцеподібних птахів родини нектаркових (Nectariniidae). Мешкає в Південно-Східній Азії, в М'янмі, на островах Суматра і Калімантан. Єдиний представник монотипового роду Смугастовола нектарка (Kurochkinegramma).

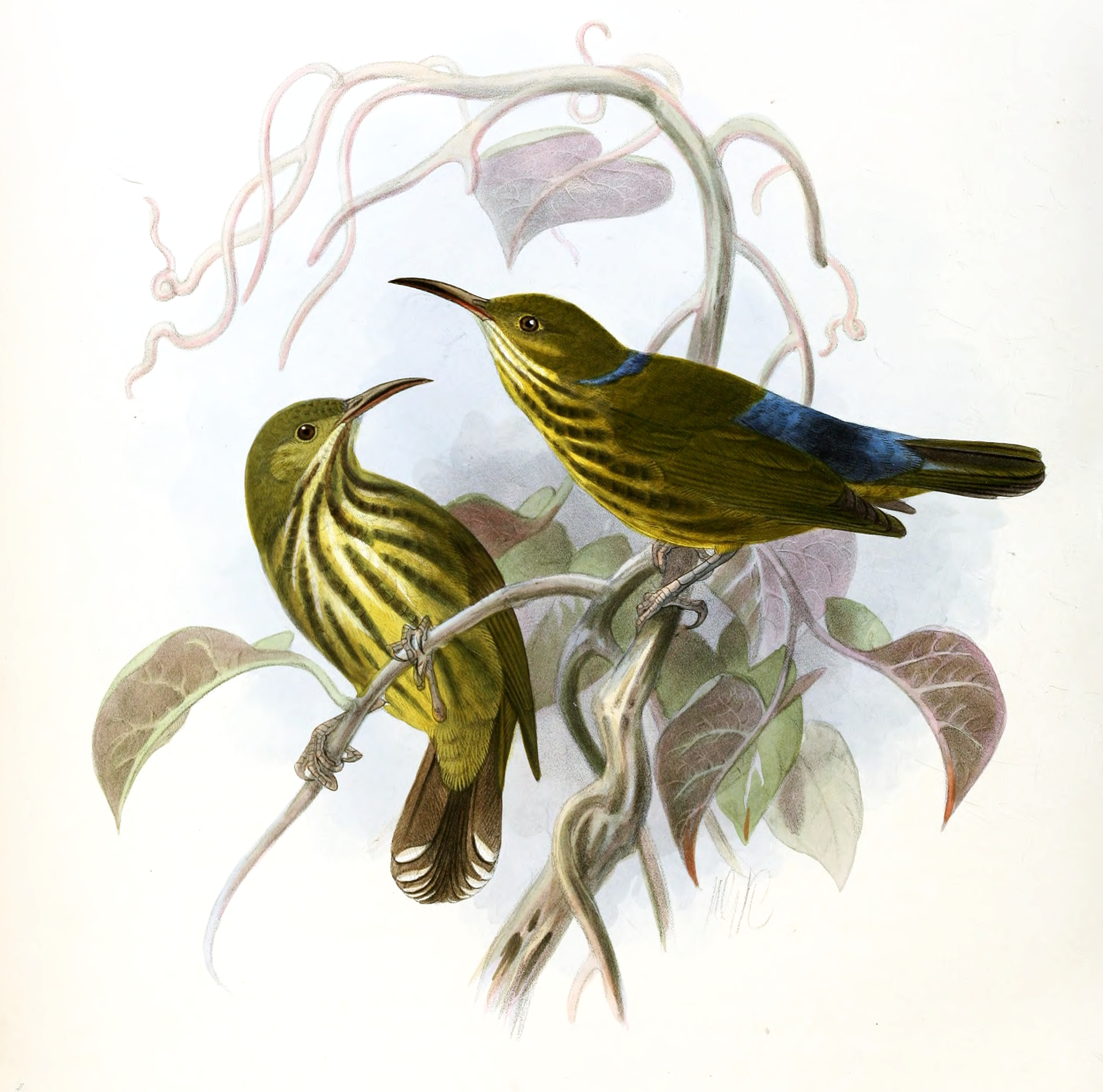
Пара смугастоволих нектарок

## Таксономія
Смугастовола нектарка була описана німецьким натуралістом Саломоном Мюллєром в 1843 році. Початково її відносили до роду Павуколов (Arachnothera). Дослідження 2011 року показало, що смугастовола нектарка генетично віддалена від інших представників роду Arachnothera. Дослідження 2017 року довело базальність смугастоволих нектарок по відношенню до павуколовів. Птаха виділяли в монотиповий рід Hypogramma (Reichenbach, 1853), однак виявилось, що назва таксону закріплена за родом лускокрилих.

### Підвиди
Виділяють п'ять підвидів:
- K. h. lisettae (Delacour, 1926) — північна М'янма, південно-західний Китай, північний Таїланд, північний і центральний Індокитай;
- K. h. mariae (Deignan, 1943) — південний Індокитай;
- K. h. nuchale (Blyth, 1843) — Малайський півострів;
- K. h. hypogrammicum (Müller, S, 1843) — Суматра і Калімантан;
- K. h. natunense (Chasen, 1935) — острови Натуна.

## Поширення і екологія
Смугастоволі нектарки мешкають у М'янмі, Таїланді, Китаї, В'єтнамі, Лаосі, Індонезії, Брунеї, Малайзії. Вони живуть у вологих тропічних і субтропічних рівнинних лісах, на болотах і в водно-болотних угіддях, у садах, парках та на плантаціях.